# Emil Lask
Emil Lask (* 25. September 1875 in  Wadowice, Galizien; † 26. Mai 1915 in Turza Mała, Galizien) war ein deutscher Philosoph der Südwestdeutschen Schule des Neukantianismus.

## Leben
Emil Lask wurde als erstes von vier Kindern eines jüdischen Papierfabrikanten und einer Lehrerin im galizischen Wadowice geboren. Die Eltern stammten aus der Provinz Posen, waren in Norddeutschland aufgewachsen und besaßen die preußische Staatsangehörigkeit. Der Geburtsort gehörte bis 1918 zum Herzogtum Zator des unter Habsburger Herrschaft stehenden Königreichs Galizien und Lodomerien.
Seine Schwester war die Dichterin und kommunistische Theaterschriftstellerin Berta Lask (1878–1967). 1885 zog die Familie Lask nach Falkenberg in der Mark Brandenburg. Im benachbarten Bad Freienwalde (Oder) besuchte Emil Lask das Königliche Gymnasium Freienwalde, das er Ostern 1894 mit der Reifeprüfung abschloss.
Zum Sommersemester 1894 schrieb sich Lask an der Albert-Ludwigs-Universität Freiburg zunächst in der Juristischen Fakultät ein, wechselte jedoch bald zur Philosophie. Bereits im ersten Semester erfuhr er den dann für seinen wissenschaftlichen Werdegang entscheidend gewordenen Einfluss durch den Philosophen Heinrich Rickert. Neben Rickert hörte Lask in Freiburg u. a. Philosophie bei Alois Riehl sowie Nationalökonomie bei Max Weber und Gerhart von Schulze-Gaevernitz. Nachdem er als Einjährig-Freiwilliger seiner Militärpflicht genügt hatte (Okt. 1895 bis Okt. 1896), wechselte Lask zur Fortsetzung seines Studiums zum Wintersemester 1896/97 an die Universität Straßburg. Hier wurde Wilhelm Windelband zu seinem zweiten prägenden akademischen Lehrer. Von 1898 bis 1901 studierte Lask erneut in Freiburg. Im Jahre 1901 wurde er bei Rickert mit einer Arbeit über Fichtes Idealismus und die Geschichte (veröffentlicht 1902) promoviert. Danach lebte Lask abwechselnd in Berlin und seinem Heimatort Falkenberg (Mark). In diese Zeit (1901–1905) fällt nicht nur seine Beschäftigung mit den Methoden der positiven Jurisprudenz sowie mit staatsrechtlichen und rechtsphilosophischen Problemen, sondern auch der persönliche Kontakt mit Georg Simmel.
1905 habilitierte sich Lask bei Windelband in Heidelberg mit der Schrift Rechtsphilosophie. In seiner Antrittsvorlesung Hegel in seinem Verhältnis zur Weltanschauung der Aufklärung (1905) vertrat er eine dezidiert progressive Hegel-Interpretation.
Nach seiner Habilitation lehrte Lask an der Heidelberger Universität Philosophie, zunächst als Privatdozent, seit Februar 1910 als außerordentlicher Professor und schließlich, ab April 1913, neben Windelband auf dem seit Kuno Fischers Emeritierung (1906) zweiten philosophischen Lehrstuhl als etatmäßiger außerordentlicher Professor.
In seinen Heidelberger Jahren (1905–1915) gehörte Lask zum engeren Kreis um Max und Marianne Weber, denen er bereits seit seiner Freiburger Zeit freundschaftlich verbunden war. Freundschaften pflegte Lask ferner mit den Ehepaaren Lina und Gustav Radbruch sowie Sophie und Heinrich Rickert, den Philosophen Paul Hensel und Georg Lukács, der Schweizer Pianistin Mina Tobler, der späteren Sozialpolitikerin Marie Baum und Frieda Gross, der Ehefrau des Psychoanalytikers und Anarchisten Otto Gross.
In Heidelberg entstanden auch seine beiden Hauptwerke Die Logik der Philosophie und die Kategorienlehre (1911) und Die Lehre vom Urteil (1912).
Lask fiel als Soldat der deutschen Armee im Ersten Weltkrieg im galizischen Turza-Mała.
Der Nachlass Lasks wird in der Universitätsbibliothek Heidelberg aufbewahrt.

## Position
Ausgehend von Rickerts Wertphilosophie, erhielt Lasks Denken wichtige Anregungen aus der Phänomenologie Edmund Husserls. Lask entwickelte eine eigenständige philosophische Position, die sich gegen den von Rickert vertretenen Primat des Ethischen in der Logik richtete. Er begann die Grundlegung seines eigenen philosophischen Systems mit einer Kategorienlehre in seinem Hauptwerk (Die Logik der Philosophie und die Kategorienlehre. Eine Studie über den Herrschaftsbereich der logischen Form, 1911) und einer Urteilslehre (Die Lehre vom Urteil, 1912). Ein Teil von Lasks philosophischen Aufzeichnungen findet sich in dem umfangreichen Nachlassband der Gesammelten Schriften (1923/24).
Lask gilt als ein origineller Philosoph der ersten Jahrzehnte des 20. Jahrhunderts. Thomas Rentsch schreibt: Soweit wir es heute bereits übersehen können, sind die Systemelemente einer „logischen Mystik“, die L. mit der Freilegung einer logischen Urform und ihrer erkenntnistheoretischen Fundierung in seiner „Lehre vom Urteil“ verbindet, in der modernen Philosophie ähnlich nur in Ludwig Wittgensteins Tractatus-logico-philosophicus [sic] (1921) zu finden.
Ein Aspekt der Originalität ist Lasks Anerkennung Plotins und des Neuplatonismus. Als Philosoph beeinflusste er seinen Freund Georg Lukács und – etwa mit der radikalen Kritik an der Philosophiegeschichte – den jungen  Martin Heidegger. Dieser hatte, bevor er sich Husserl anschloss, ebenfalls bei Rickert in Freiburg studiert. Auch der deutsche Rechtsphilosoph Gustav Radbruch berief sich bezüglich der Grundlagen seiner Rechtsphilosophie ausdrücklich auf Emil Lask. Einfluss übte Lask auch auf die Kultursoziologie Karl Mannheims aus.
Eugen Herrigel, Autor des ebenso erfolgreichen wie umstrittenen Buches Zen in der Kunst des Bogenschießens (1948), war ein Schüler Lasks und Herausgeber der Gesammelten Werke. Er machte seinen Lehrer in Japan bekannt. Über Herrigel war Friedrich Kaulbach ein Enkelschüler Lasks.

## Veröffentlichungen
- Fichtes Idealismus und die Geschichte. J. C. B. Mohr (Paul Siebeck), Tübingen und Leipzig 1902. Internet Archive. Anastatischer Neudruck: J. C. B. Mohr (Paul Siebeck), Tübingen 1914. Internet Archive.
- Rechtsphilosophie. Carl Winter’s Universitätsbuchhandlung, Heidelberg 1905. Separatabdruck aus: Die Philosophie am Beginn des 20. Jahrhunderts. Festschrift für Kuno Fischer. 2. Band. Carl Winter’s Universitätsbuchhandlung, Heidelberg 1905. Internet Archive.
- Die Logik der Philosophie und die Kategorienlehre. Eine Studie über den Herrschaftsbereich der logischen Form. J. C. B. Mohr (Paul Siebeck), Tübingen 1911.
- Die Lehre vom Urteil. J. C. B. Mohr (Paul Siebeck), Tübingen 1912. Internet Archive.
- Gesammelte Schriften. 3 Bände. Herausgegeben von Eugen Herrigel. J. C. B. Mohr (Paul Siebeck), Tübingen 1923 (Band I, II), 1924 (Band III).
- Sämtliche Werke. 2 Bände. Scheglmann, Jena 2002 (Band I), 2003 (Band II).
- Die wissenschaftliche Korrespondenz, herausgegeben von Andreas Funke, Roberto Redaelli und Jing Zhao, Mohr Siebeck, Tübingen 2022, ISBN 978-3-16-161372-2.